# Saint-Symphorien (Gironde)
Pour les articles homonymes, voir Saint-Symphorien.
Saint-Symphorien (Sent Sefrian en gascon) est une commune du Sud-Ouest de la France, située dans le département de la Gironde, en région Nouvelle-Aquitaine.
Ses habitants sont appelés les Paroupians.

## Géographie

### Localisation
La commune est située ,sur la rivière La Hure,  dans la forêt des Landes au cœur du parc naturel régional des Landes de Gascogne, dans le sud du département de la Gironde, en limite de celui des Landes, à 52 km au sud de Bordeaux, chef-lieu du département, et à 27 km au sud-ouest de Langon, chef-lieu d'arrondissement.

### Communes limitrophes
Les communes limitrophes en sont Balizac au nord-est, Saint-Léger-de-Balson à l'est, Bourideys au sud-est, Argelouse (Landes) au sud-sud-ouest, Mano (Landes) au sud-ouest, Le Tuzan à l'ouest, Louchats au nord-ouest et Origne au nord.
| Louchats                         | Origne           | Balizac               |
| Le Tuzan                         | Saint-Symphorien | Saint-Léger-de-Balson |
| Mano (Landes) Argelouse (Landes) |                  | Bourideys             |

### Climat
Le climat qui caractérise la commune est qualifié, en 2010, de « climat océanique altéré », selon la typologie des climats de la France qui compte alors huit grands types de climats en métropole. En 2020, la commune ressort du même type de climat dans la classification établie par Météo-France, qui ne compte désormais, en première approche, que cinq grands types de climats en métropole. Il s’agit d’une zone de transition entre le climat océanique, le climat de montagne et le climat semi-continental. Les écarts de température entre hiver et été augmentent avec l'éloignement de la mer. La pluviométrie est plus faible qu'en bord de mer, sauf aux abords des reliefs.
Les paramètres climatiques qui ont permis d’établir la typologie de 2010 comportent six variables pour les températures et huit pour les précipitations, dont les valeurs correspondent à la normale 1971-2000. Les sept principales variables caractérisant la commune sont présentées dans l'encadré ci-après.
| Paramètres climatiques communaux sur la période 1971-2000 - Moyenne annuelle de température : 12,6 °C - Nombre de jours avec une température inférieure à −5 °C : 3 j - Nombre de jours avec une température supérieure à 30 °C : 7,8 j - Amplitude thermique annuelle : 14,3 °C - Cumuls annuels de précipitation : 961 mm - Nombre de jours de précipitation en janvier : 12,3 j - Nombre de jours de précipitation en juillet : 7,5 j |

Avec le changement climatique, ces variables ont évolué. Une étude réalisée en 2014 par la Direction générale de l'Énergie et du Climat complétée par des études régionales prévoit en effet que la  température moyenne devrait croître et la pluviométrie moyenne baisser, avec toutefois de fortes variations régionales. La station météorologique de Météo-France installée sur la commune et mise en service en 1954 permet de connaître l'évolution des indicateurs météorologiques. Le tableau détaillé pour la période 1981-2010 est présenté ci-après.
| Mois                                  | jan.           | fév.           | mars            | avril         | mai           | juin            | jui.          | août          | sep.          | oct.          | nov.             | déc.           | année    |
| ------------------------------------- | -------------- | -------------- | --------------- | ------------- | ------------- | --------------- | ------------- | ------------- | ------------- | ------------- | ---------------- | -------------- | -------- |
| Température minimale moyenne (°C)     | 0,7            | 0,7            | 2,4             | 4,5           | 8,2           | 11,3            | 12,9          | 12,6          | 9,5           | 7,5           | 3,6              | 1,5            | 6,3      |
| Température moyenne (°C)              | 5,3            | 6,2            | 8,9             | 11,1          | 15,1          | 18,4            | 20,3          | 20,1          | 16,9          | 13,5          | 8,5              | 5,8            | 12,5     |
| Température maximale moyenne (°C)     | 9,9            | 11,7           | 15,4            | 17,7          | 21,9          | 25,4            | 27,7          | 27,6          | 24,3          | 19,4          | 13,3             | 10,1           | 18,7     |
| Record de froid (°C) date du record   | −20 16.01.1985 | −19 15.02.1956 | −15 06.03.1971  | −8 11.04.1973 | −4 08.05.1974 | −0,5 02.06.1975 | 0 11.07.1972  | −1 27.08.1957 | −3 24.09.1962 | −8 27.10.1956 | −11,5 23.11.1988 | −17 26.12.1962 | −20 1985 |
| Record de chaleur (°C) date du record | 20 05.01.01    | 26 23.02.1990  | 28,5 25.03.1981 | 32 30.04.05   | 36 30.05.1996 | 40,5 22.06.03   | 40 20.07.1989 | 41 04.08.03   | 38 08.09.1966 | 32 03.10.1985 | 25 02.11.1970    | 30 19.12.1969  | 41 2003  |
| Précipitations (mm)                   | 92,3           | 78,5           | 70,6            | 92            | 81,6          | 63,5            | 55,1          | 67,2          | 82,5          | 95,9          | 109,3            | 101,5          | 990      |

## Urbanisme

### Typologie
Au 1er janvier 2024, Saint-Symphorien est catégorisée bourg rural, selon la nouvelle grille communale de densité à sept niveaux définie par l'Insee en 2022.
Elle est située hors unité urbaine. Par ailleurs la commune fait partie de l'aire d'attraction de Bordeaux, dont elle est une commune de la couronne,. Cette aire, qui regroupe 275 communes, est catégorisée dans les aires de 700 000 habitants ou plus (hors Paris),.

### Occupation des sols

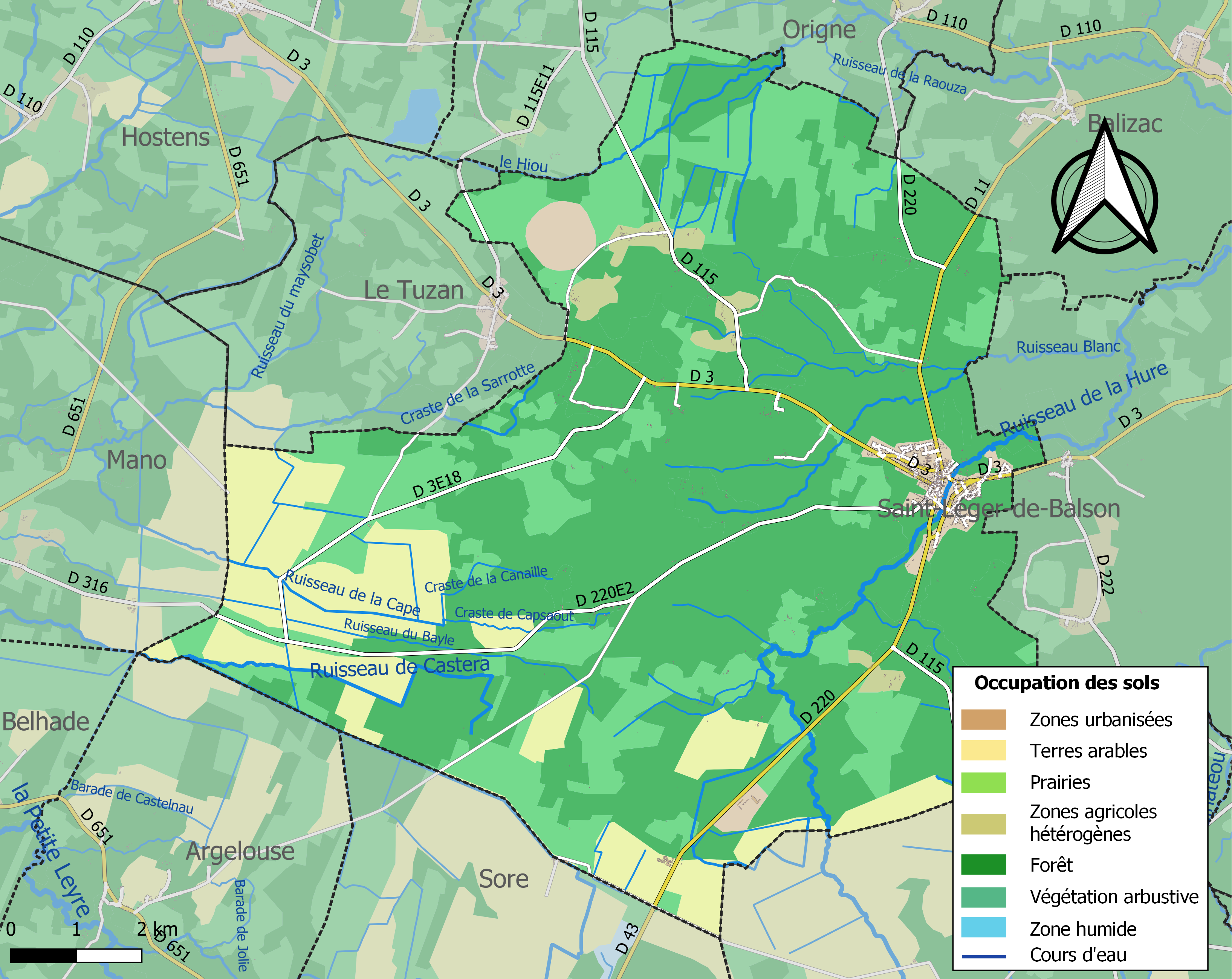
Carte des infrastructures et de l'occupation des sols de la commune en 2018 (CLC).

L'occupation des sols de la commune, telle qu'elle ressort de la base de données européenne d’occupation biophysique des sols Corine Land Cover (CLC), est marquée par l'importance des forêts et milieux semi-naturels (82,8 % en 2018), une proportion sensiblement équivalente à celle de 1990 (83,3 %). La répartition détaillée en 2018 est la suivante : 
forêts (59 %), milieux à végétation arbustive et/ou herbacée (23,9 %), terres arables (13,1 %), zones agricoles hétérogènes (1,5 %), zones urbanisées (1,4 %), zones industrielles ou commerciales et réseaux de communication (1,1 %). L'évolution de l’occupation des sols de la commune et de ses infrastructures peut être observée sur les différentes représentations cartographiques du territoire : la carte de Cassini (XVIIIe siècle), la carte d'état-major (1820-1866) et les cartes ou photos aériennes de l'IGN pour la période actuelle (1950 à aujourd'hui).

### Voies de communication et transports
Les principales voies de communications routières qui traversent la commune sont la route départementale D3 qui mène, vers l'est, à Villandraut puis Bazas et, vers l'ouest, à Belin-Béliet et au-delà au bassin d'Arcachon, puis la Route départementale D220 qui vers le Sud de la Commune mène Dans le Departement des Landes et a la Commune de Sore et au-delà dans la Région de  la Ville de Mont-de-Marsan Prefecture du Departement des Landes.Vers le nord, la route départementale D11 conduit à Balizac et, au-delà, à Podensac et Cadillac-sur-Garonne.

L'accès à l'autoroute A62 peut se faire soit au no 3, dit de Langon, soit au no 2, dit de Podensac, qui sont, l'un comme l'autre, distants de 26 km.

L'accès à l'autoroute A63 se fait au no 21, dit de Salles, distant de 33 km vers l'ouest.

L'accès à l'autoroute A65 se fait au no 1, dit de Bazas, distant de 23 km vers l'est.
La gare SNCF la plus proche est celle, distante de 28 km vers le nord-est, de Langon sur la ligne Bordeaux-Sète du TER Nouvelle-Aquitaine.

### Risques majeurs
Le territoire de la commune de Saint-Symphorien est vulnérable à différents aléas naturels : météorologiques (tempête, orage, neige, grand froid, canicule ou sécheresse), feux de forêts et séisme (sismicité très faible). Un site publié par le BRGM permet d'évaluer simplement et rapidement les risques d'un bien localisé soit par son adresse soit par le numéro de sa parcelle.
Saint-Symphorien est exposée au risque de feu de forêt. Depuis le 20 avril 2016, les départements de la Gironde, des Landes et de Lot-et-Garonne disposent d’un règlement interdépartemental de protection de la forêt contre les incendies. Ce règlement vise à mieux prévenir les incendies de forêt, à faciliter les interventions des services et à limiter les conséquences, que ce soit par le débroussaillement, la limitation de l’apport du feu ou la réglementation des activités en forêt. Il définit en particulier cinq niveaux de vigilance croissants auxquels sont associés différentes mesures,.

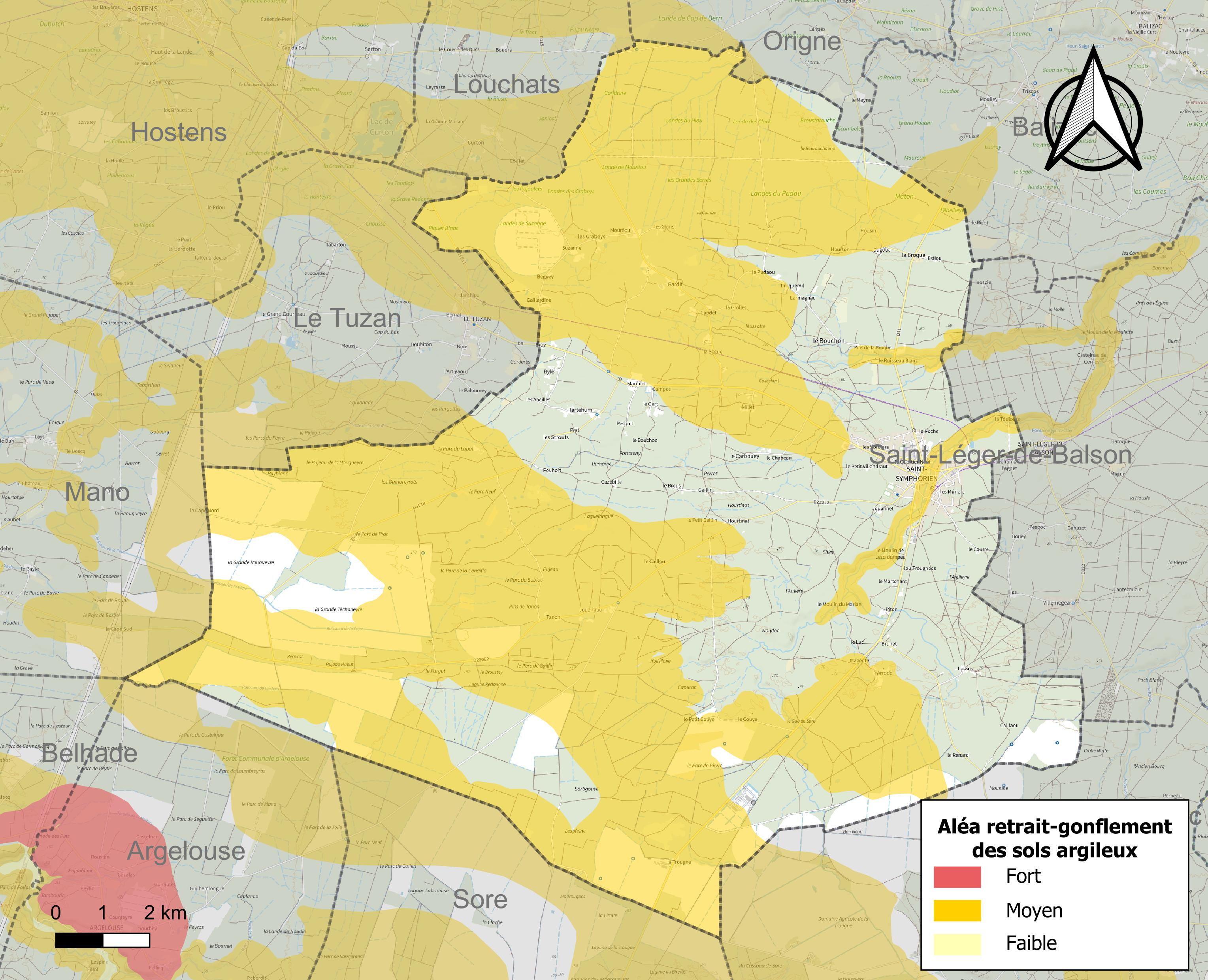
Carte des zones d'aléa retrait-gonflement des sols argileux de Saint-Symphorien.

Le retrait-gonflement des sols argileux est susceptible d'engendrer des dommages importants aux bâtiments en cas d’alternance de périodes de sécheresse et de pluie. 62,8 % de la superficie communale est en aléa moyen ou fort (67,4 % au niveau départemental et 48,5 % au niveau national). Sur les 915 bâtiments dénombrés sur la commune en 2019,  197 sont en aléa moyen ou fort, soit 22 %, à comparer aux 84 % au niveau départemental et 54 % au niveau national. Une cartographie de l'exposition du territoire national au retrait gonflement des sols argileux est disponible sur le site du BRGM,.
La commune a été reconnue en état de catastrophe naturelle au titre des dommages causés par les inondations et coulées de boue survenues en 1982, 1999, 2009 et 2020, par la sécheresse en 2003 et par des mouvements de terrain en 1999.

## Histoire
Pour l'état de la commune au XVIIIe siècle, voir l'ouvrage de Jacques Baurein.

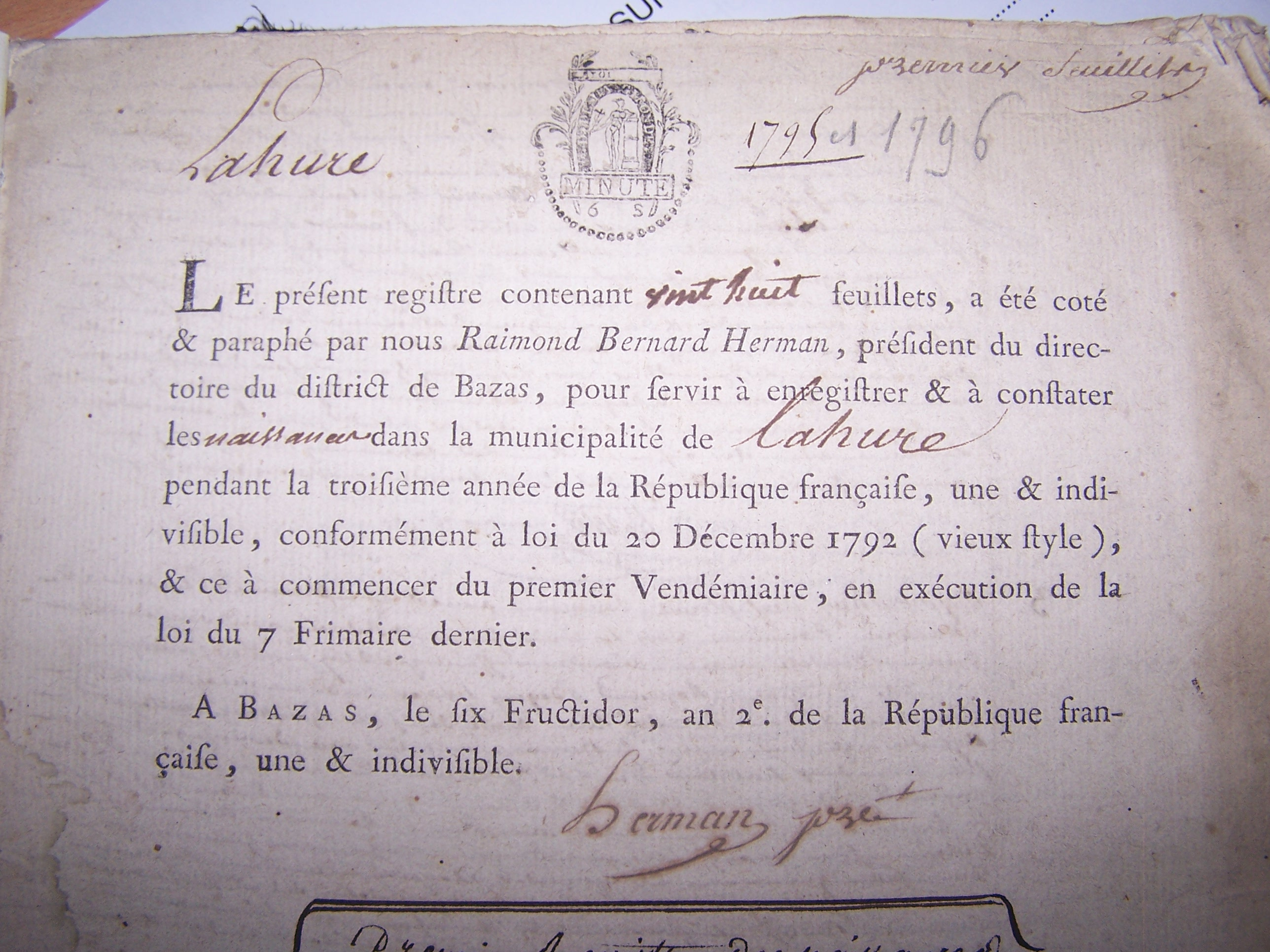
Entête du registre des naissances à compter du 1er vendémiaire de l'an II de la commune de Lahure (fév. 2010)

À la Révolution, la paroisse Saint-Symphorien forme la commune de Saint-Symphorien.
En 1793, pendant la période révolutionnaire de la Convention, la commune a porté le nom de La Hure ou Lahure, nom du ruisseau qui traverse le village.
En 1873, l'ouverture de la ligne de chemin de fer Le Nizan - Saint-Symphorien - Sore, mise en service pour l'exploitation forestière des pins des Landes, entraîne la construction d'un atelier de réparation de wagons et de fabrication et usinage des pièces métalliques. En 1886, cette entreprise privée est vendue à la Société générale des chemins de fer économiques de la Gironde. Cette ligne, très attendue, est capitale pour l'écoulement des produits forestiers. L'atelier, qui assure la maintenance des wagons, est agrandi en 1940. Il restera en activité jusqu'en 1977.

## Héraldique
| Armes | Les armes de Saint-Symphorien se blasonnent ainsi : Parti, au premier coupé, au I d'azur au bâton de pasteur d'argent posé en barre et au II de sinople aux trois glands renversés d'or, au second de gueules au pin parasol arraché d'or. |

## Politique et administration
| Période                                  | Période  | Identité                  | Étiquette | Qualité |
| ---------------------------------------- | -------- | ------------------------- | --------- | --- |
| mars 1977                                | 1995     | Gérard Lagors (1927-2005) | PS        | Principal de collège, conseiller général (1979-1998)                                                             |
| juin 1995                                | 2020     | Guy Dupiol                | PS        | Retraité Fonction publique Conseiller général (1998-2004), 5e vice-président de la CC du Sud Gironde (2014-2020) |
| mai 2020                                 | En cours | Bruno Gardère             |           | |
| Les données manquantes sont à compléter. |          |                           |           | |

### Intercommunalité
Le 1er janvier 2014, la Communauté de communes du Pays paroupian ayant été supprimée, la commune de Saint-Symphorien s'est retrouvée intégrée à la Communauté de communes du Sud Gironde siégeant à Mazères.

## Démographie
L'évolution du nombre d'habitants est connue à travers les recensements de la population effectués dans la commune depuis 1793. Pour les communes de moins de 10 000 habitants, une enquête de recensement portant sur toute la population est réalisée tous les cinq ans, les populations de référence des années intermédiaires étant quant à elles estimées par interpolation ou extrapolation. Pour la commune, le premier recensement exhaustif entrant dans le cadre du nouveau dispositif a été réalisé en 2004.

En 2022, la commune comptait 1 825 habitants, en évolution de −0,82 % par rapport à 2016 (Gironde : +6,91 %, France hors Mayotte : +2,11 %).
| 1793  | 1800  | 1806  | 1821  | 1831  | 1836  | 1841  | 1846  | 1851  |
| ----- | ----- | ----- | ----- | ----- | ----- | ----- | ----- | ----- |
| 1 325 | 1 423 | 1 372 | 1 558 | 1 685 | 1 725 | 1 729 | 1 815 | 1 837 |

| 1856  | 1861  | 1866  | 1872  | 1876  | 1881  | 1886  | 1891  | 1896  |
| ----- | ----- | ----- | ----- | ----- | ----- | ----- | ----- | ----- |
| 1 918 | 1 890 | 2 175 | 1 948 | 2 011 | 1 982 | 2 030 | 1 978 | 1 996 |

| 1901  | 1906  | 1911  | 1921  | 1926  | 1931  | 1936  | 1946  | 1954  |
| ----- | ----- | ----- | ----- | ----- | ----- | ----- | ----- | ----- |
| 2 125 | 1 995 | 1 988 | 1 914 | 1 981 | 1 848 | 1 782 | 1 810 | 1 650 |

| 1962  | 1968  | 1975  | 1982  | 1990  | 1999  | 2004  | 2006  | 2009  |
| ----- | ----- | ----- | ----- | ----- | ----- | ----- | ----- | ----- |
| 1 537 | 1 385 | 1 385 | 1 414 | 1 396 | 1 398 | 1 474 | 1 527 | 1 729 |

| 2014  | 2019  | 2022  | - | - | - | - | - | - |
| ----- | ----- | ----- | - | - | - | - | - | - |
| 1 829 | 1 831 | 1 825 | - | - | - | - | - | - |

## Lieux et monuments
- L'église Saint-Symphorien de style gothique date du XVIe siècle et est inscrite au titre des monuments historiques depuis 1925[30].
- L'atelier des Chemins de fer économiques de la Gironde, usine de réparation de matériel ferroviaire, (cf. chapitre Histoire) est inscrite au titre des monuments historiques depuis 1989[24].
- Une grange muletière destinée à héberger les mules et animaux servant au transport du bois brut et manufacturé est inscrite au titre des monuments historiques depuis 2010[31].
- La maison Siclis, de style approchant celui de l'art déco, réalisée entre 1934 et 1938 par l'architecte Charles Siclis, est inscrite au titre des monuments historiques depuis 2007[32].
- Une usine de distillation de produits résineux, un ensemble de bâtiments représentatifs d'une activité industrielle disparue a été plus ou moins détruite par une tempête en 2011 et se trouve dans un état fort délabré ; elle est inscrite au titre des monuments historiques depuis 2000[33].
- La maison Martin-Travet et son four, depuis 2017.
- Le « chalet François-Mauriac », demeure où l'écrivain a vécu une partie de sa jeunesse, est propriété du conseil régional d'Aquitaine et peut être visité.
- La piste cyclable de Villandraut à Mios qui traverse le village a été construite sur l'emplacement de l'ancienne ligne de chemin de fer Le Nizan - Saint-Symphorien - Sore en usage pour l'exploitation forestière (cf. chapitre Histoire).
- Cercle Ouvrier : créé en 1898, il retrace le monde de la gemme et de ses ouvriers disparus de la forêt landaise. Les statuts du Cercle Ouvrier ont fait l’objet de l’arrêté préfectoral du 14 septembre 1898. La liste des fondateurs est établie le 8 septembre 1898. Créé par les propriétaires forestiers de Saint-Symphorien, le Cercle Ouvrier avait pour but « de resserrer les liens de fraternités qui unissent déjà ses membres et de leur faciliter leur pouvoir d’achat ». Ces notables locaux, républicains anti-cléricaux, parfois francs-maçons (?), tenaient à conserver un soutien populaire auprès des bergers et résiniers très pauvres à cette époque qui résidaient dans de nombreuses métairies. Voilà plus de cent ans que le Cercle Ouvrier de Saint-Symphorien existe. C'est un bar associatif qui rassemble plus de 230 membres mais qui est ouvert à tous. C'est aussi un lieu de rencontre qui propose dans sa vaste salle de la rue Carnot de grands festins gourmands et culturels. On s'y rend pour prendre un verre, sonder l'air de la Haute Lande, rencontrer l'inconnu, voir le voisin, discuter avec l'ami. On y retrouve une profonde connaissance des hommes et des femmes de ce pays entre Bordeaux et les Pyrénées et une grande qualité de vie. La maison qui abrite le cercle est une vaste demeure bourgeoise du XIXe siècle toute en pierre de Frontenac entourée d'une belle cour où poussent l'arbre de la sérénité et de la justice, le tilleul paroupian, et des immortelles et autres fleurs du sud. Le cercle est ouvert du mardi au dimanche à partir de 17 heures et en fin de semaine le samedi et le dimanche aux alentours de 12 heures. Cette « maison commune » est l'une des plus anciennes associations ouvrières de France, autogérée, et fonctionne avec des sociétaires bénévoles.

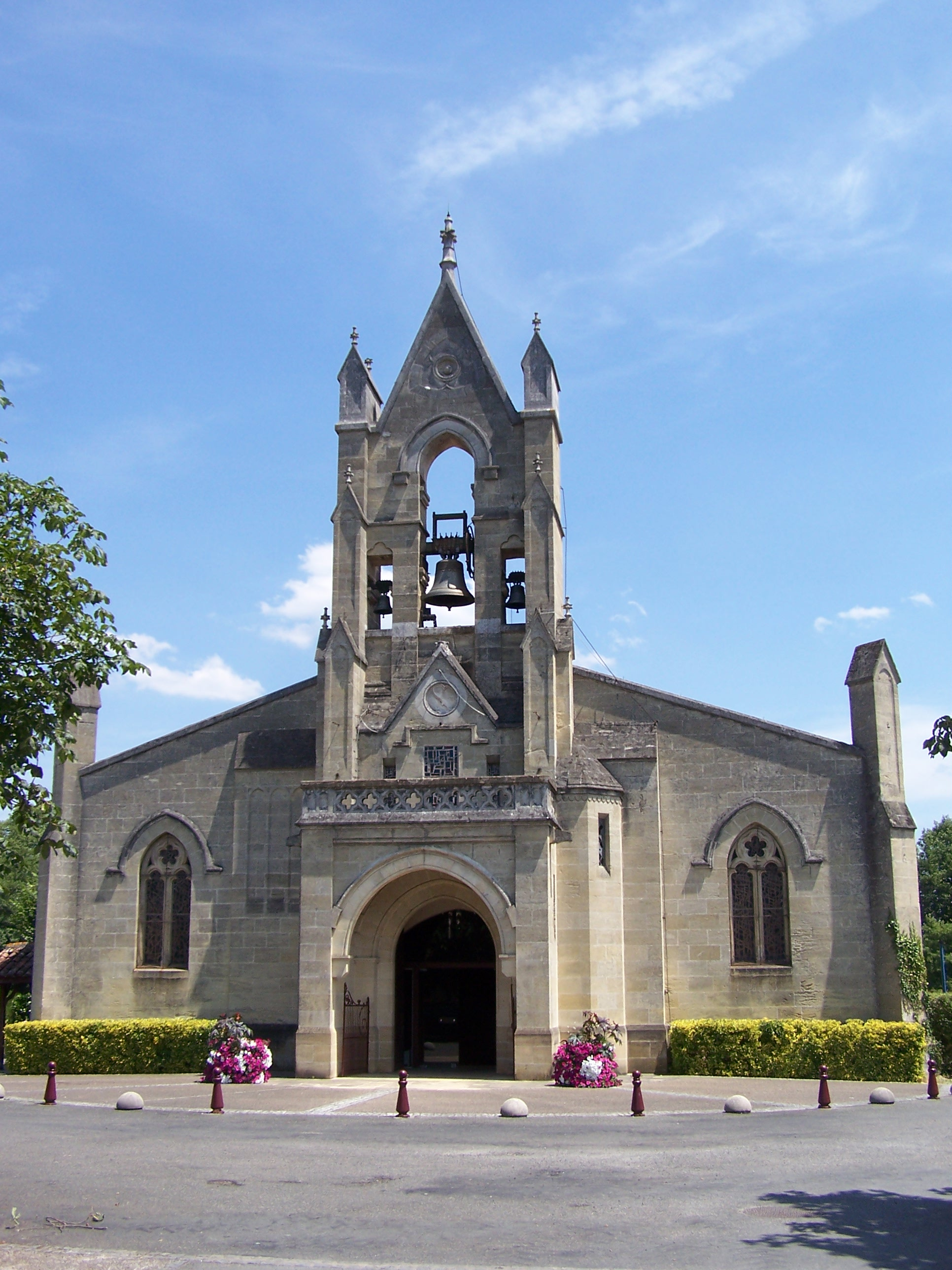
L'église Saint-Symphorien (juin 2009)
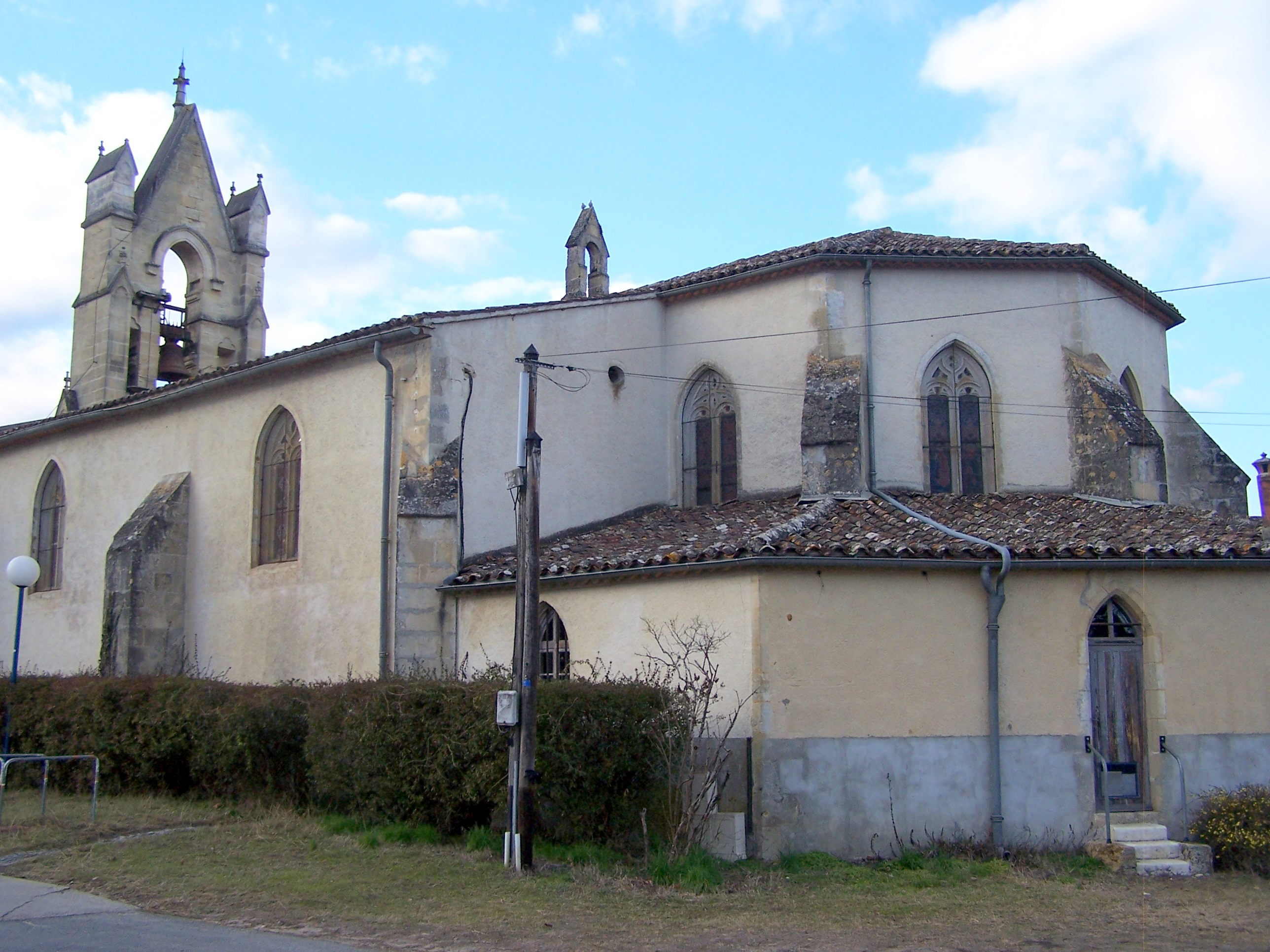
Le chevet de l'église (fév. 2010)
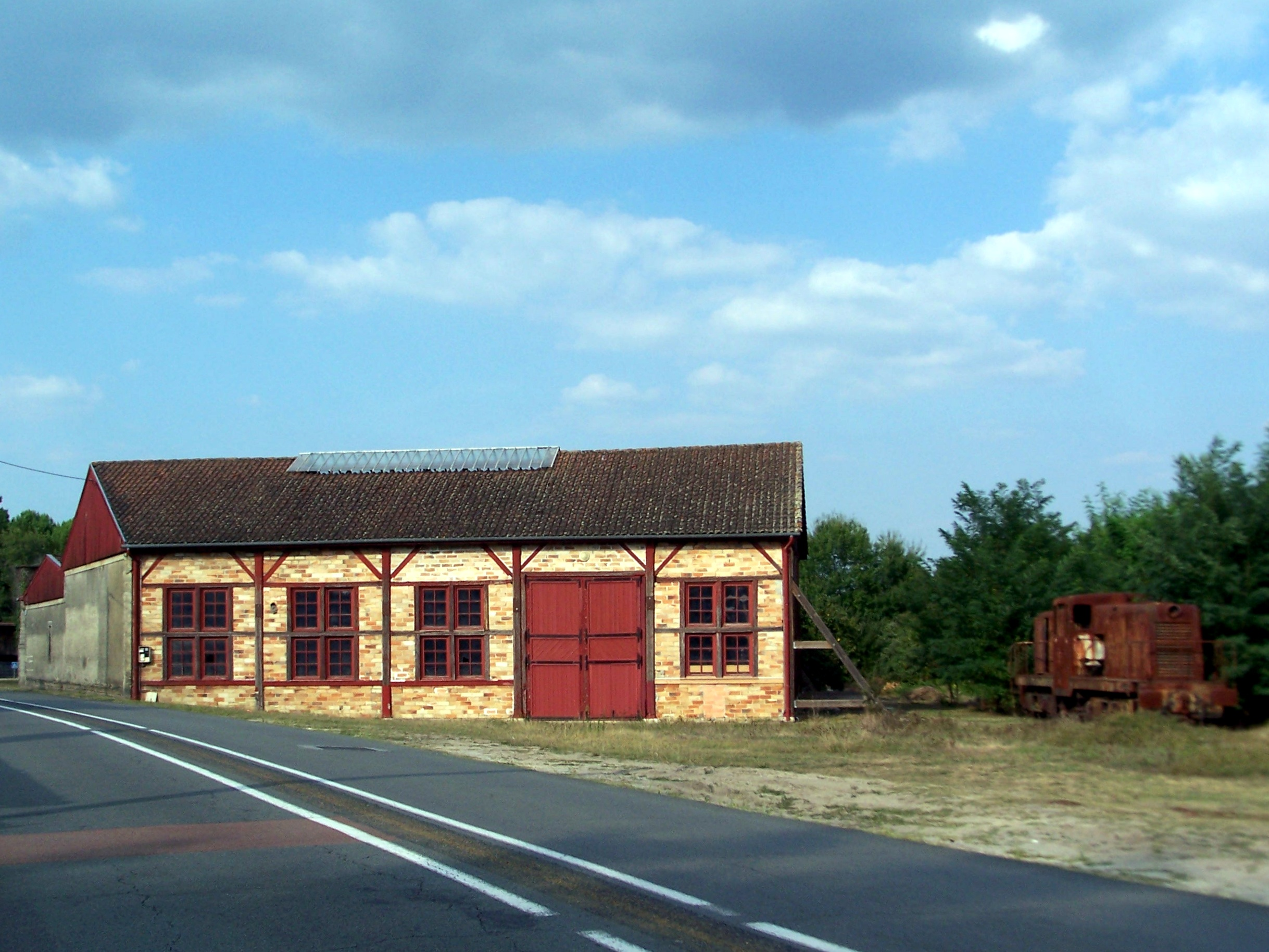
L'atelier des chemins de fer (août 2013)
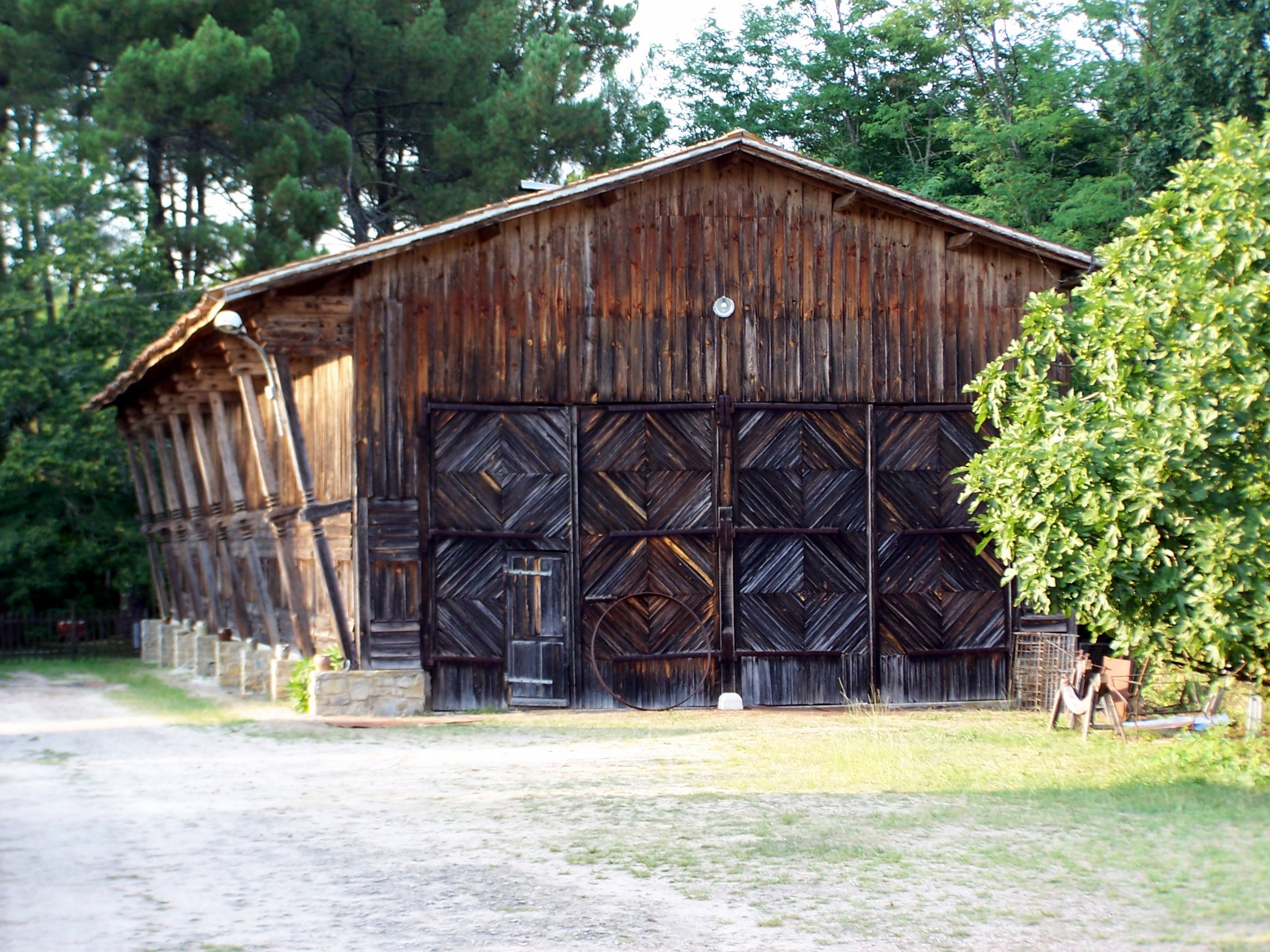
La grange muletière (août 2013)
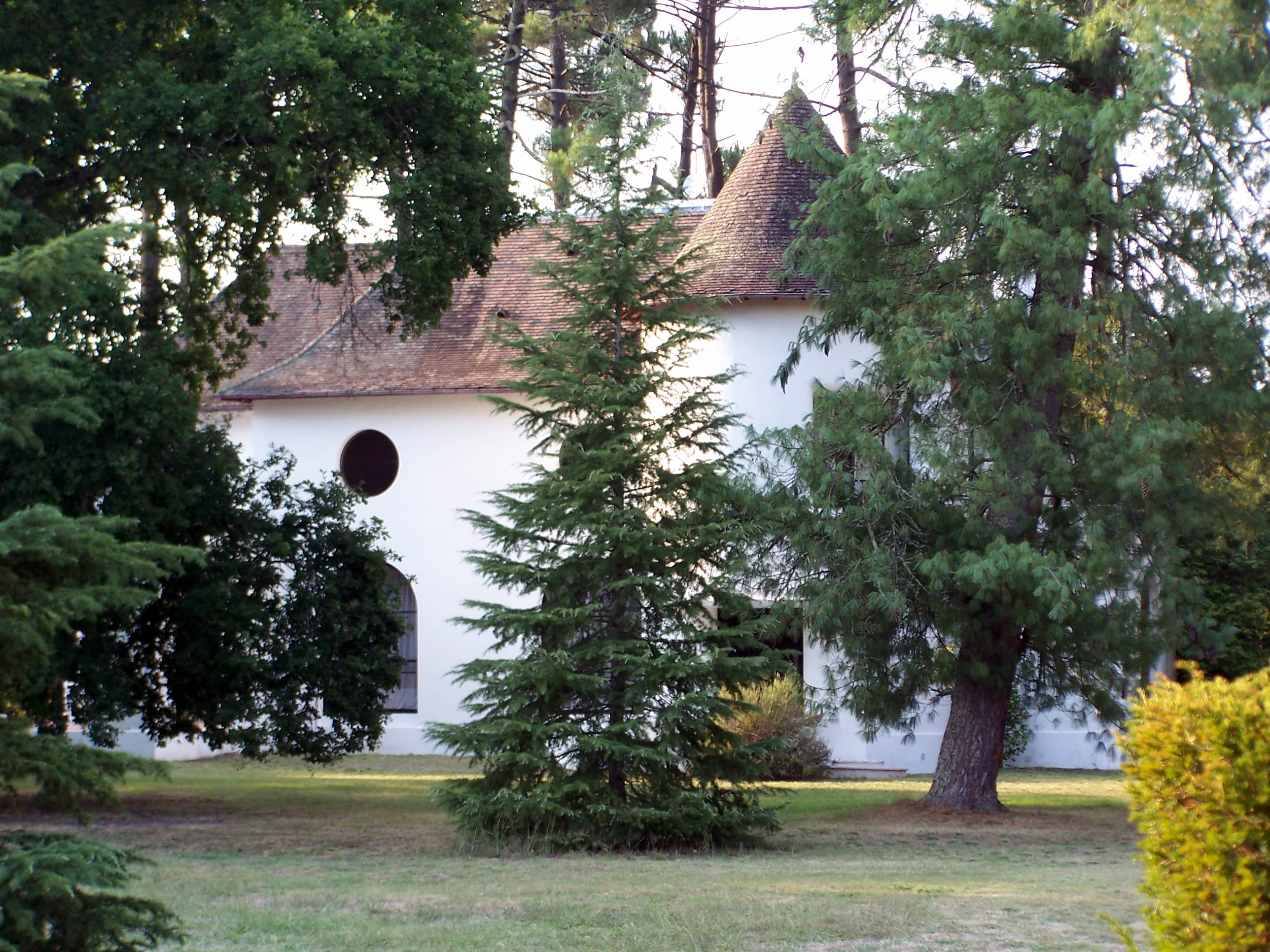
La maison Siclis (août 2013)
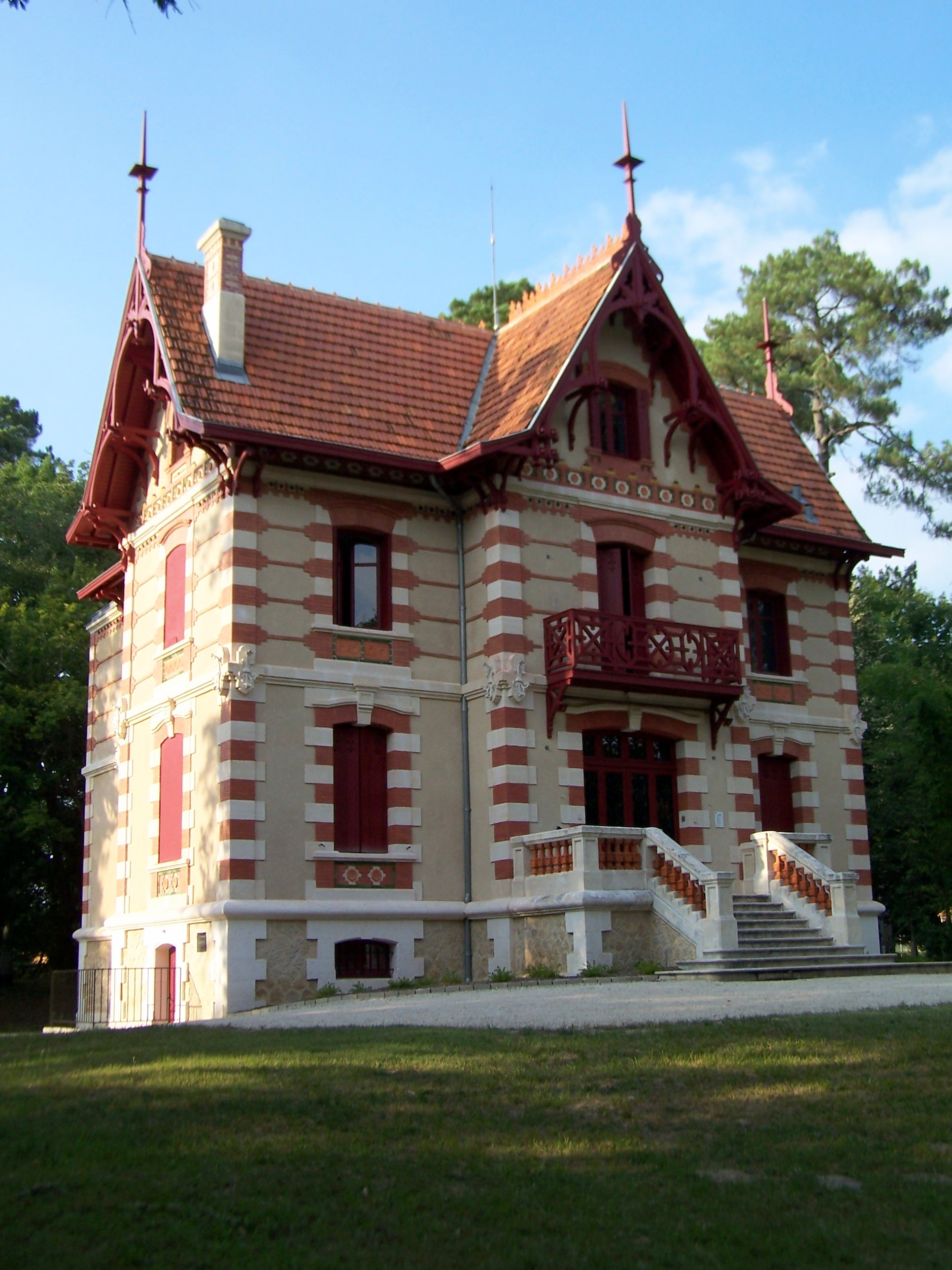
Le chalet François-Mauriac (août 2013)
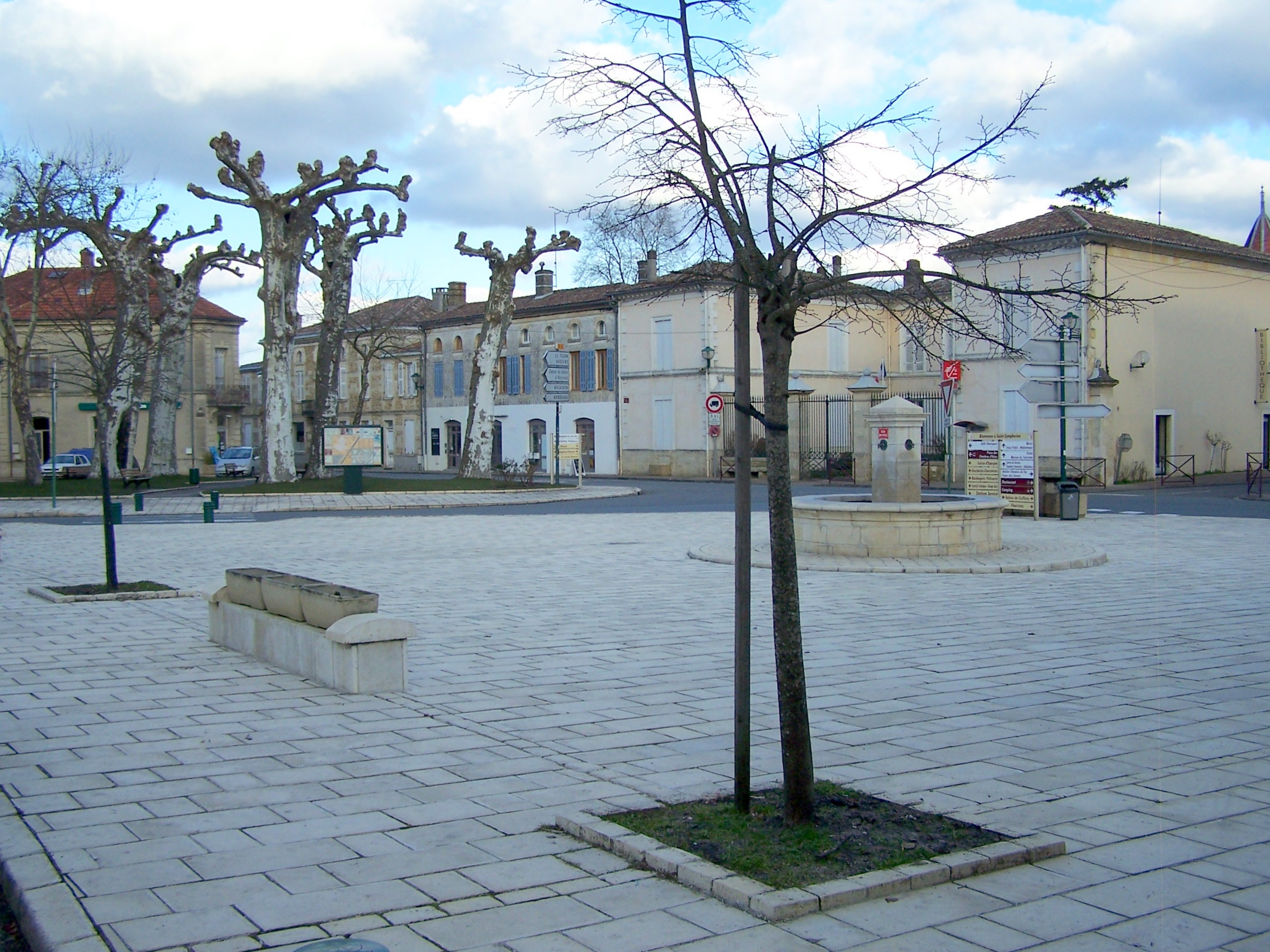
Place de la République. Au fond, sur la droite, la mairie (fév. 2010)
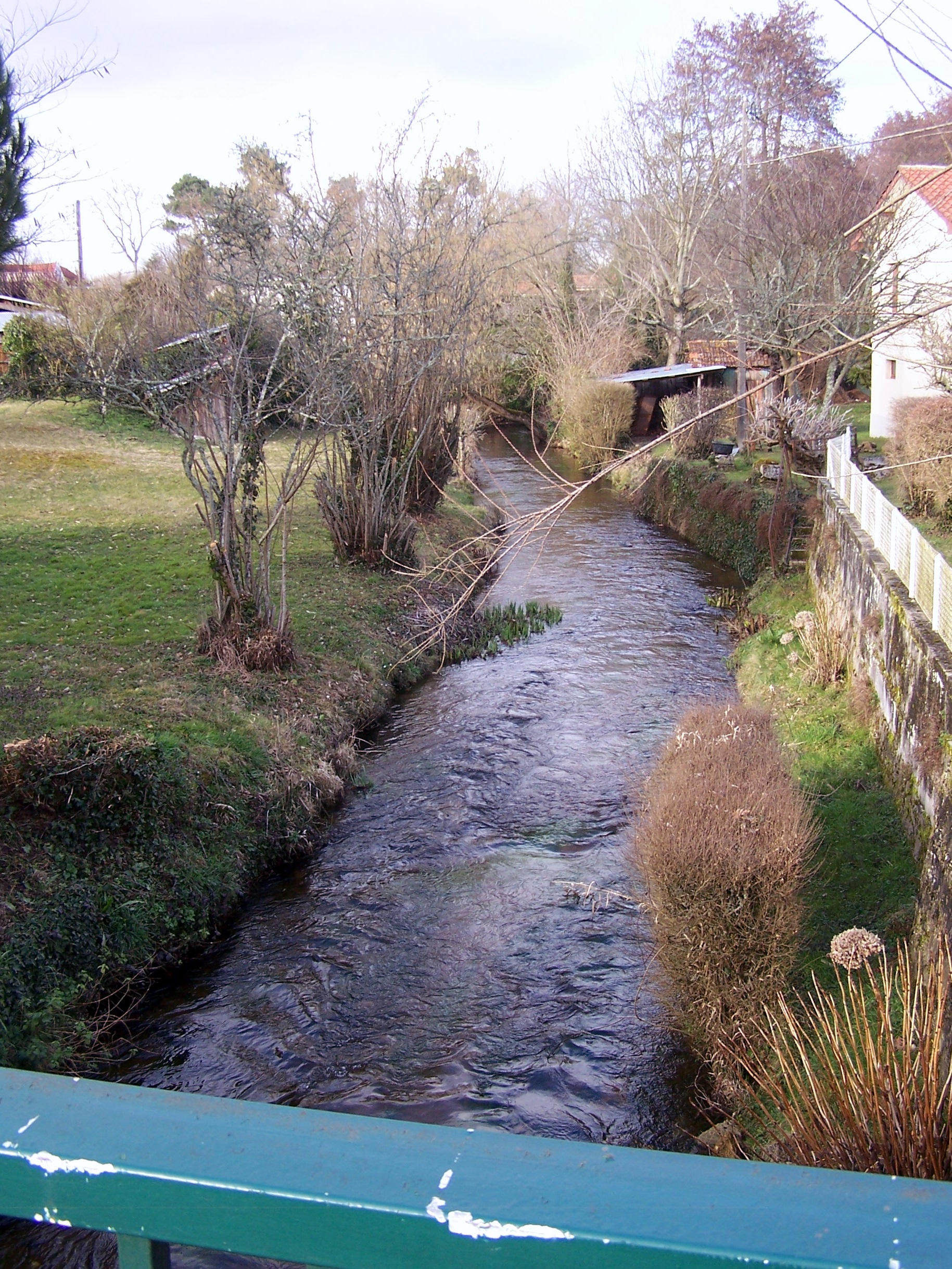
La Hure dans le village (fév. 2010)
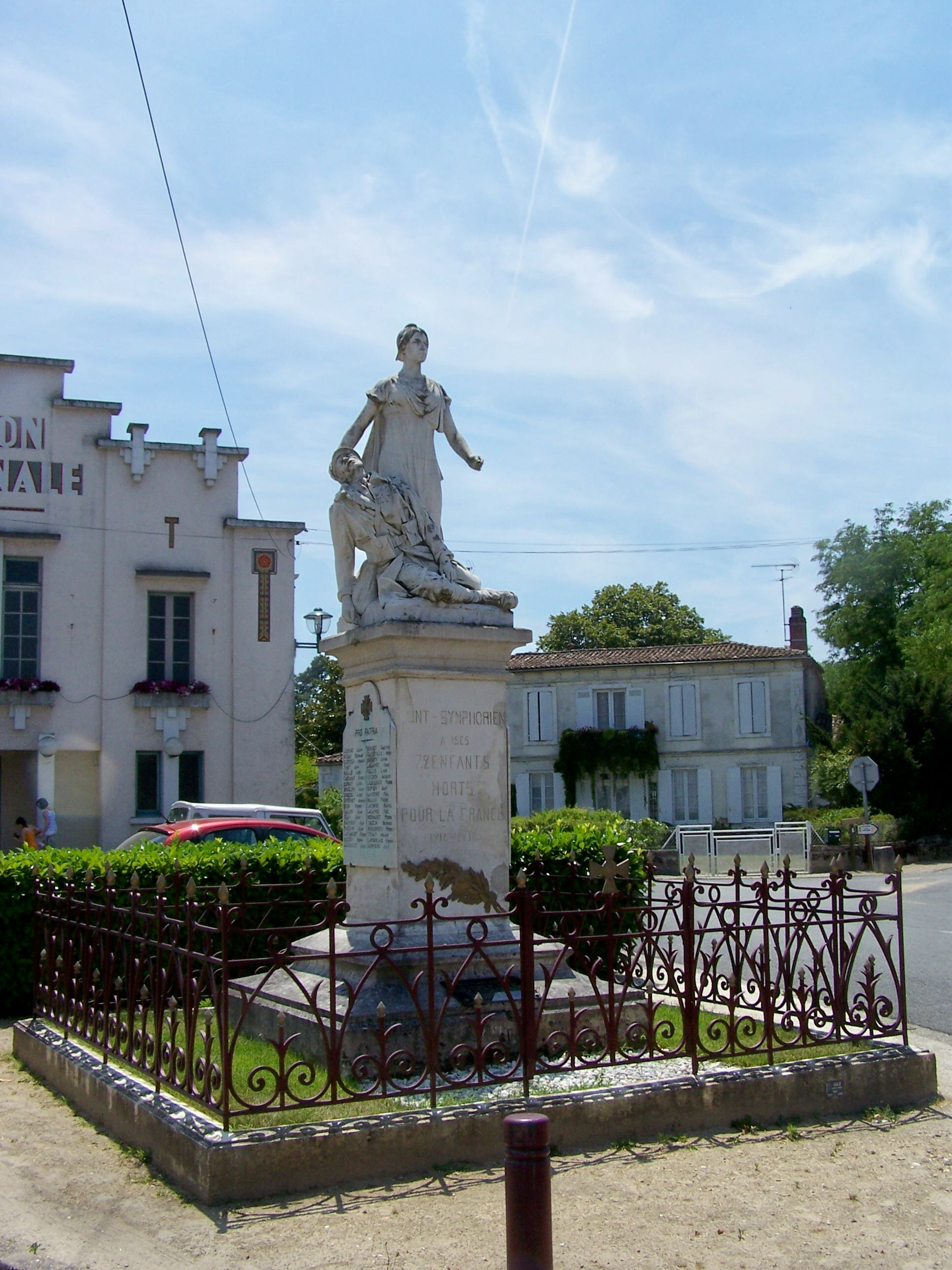
Le monument aux morts, face à l'église (juin 2009)

## Problèmes environnementaux
- En 2015, un projet d'extension de l'élevage de 7000 à 11000 porcs est mené par la société SAS Le Lay. Ce projet, entraînant une augmentation des surfaces d'épandages de lisier, a reçu un avis défavorable lors de l'enquête publique[34],[35].

## Personnalités liées à la commune
- François Mauriac, né à Bordeaux, passe son adolescence dans plusieurs lieux girondins qui marqueront profondément son œuvre : les Landes de Gascogne autour de Langon, Verdelais et Saint-Symphorien, bourgs dominés par la bourgeoisie viticole ou l'exploitation forestière, lourde de secrets étouffés qu'il peindra dans la plupart de ses romans.